# Sân bay quốc tế Charleston
Sân bay quốc tế Charleston (mã IATA: CHS, mã ICAO: KCHS, mã FAA LID: CHS) là một sân bay hỗn hợp dân sự-quân sự ở Bắc Charleston, South Carolina. Nó có hai đường băng và được điều hành bởi  Cơ quan hàng không dân dụng quận Charleston theo một thỏa thuận dùng chung với Charleston Field, một cơ sở của Joint Base Charleston.. Đây là sân bay tấp nập nhất South Carolina, năm 2013 sân bay phục vụ 2.913.265 lượt khách là năm có lượng khách đông nhất trong lịch sử của sân bay này và thành sân bay có mức an ninh xếp loại một loại I bởi Cục quản lý An ninh Vận tải Hoa Kỳ. Sân bay này nằm ở Bắc Charleston và có cự ly khoảng 12 dặm Anh (20 km) về phía tây bắc của trung tâm thành phố Charleston. Sân bay cũng là nơi có cơ sở Boeing South Carolina lắp ráp Boeing 787 Dreamliner

## Lịch sử
Năm 1928, Công ty cổ phần Cảng Charleston được thành lập và mua 700 mẫu đất trước đây thuộc về một công ty khai thác mỏ. Mặc dù là sân bay do tư nhân phát triển lần đầu tiên, thành phố Charleston đã phát hành trái phiếu mua một phần để phục vụ hành khách năm 1931. Trong thời gian mười năm, 3 đường băng đã được gia cố bề mặt và trang bị chiếu sáng cho các hoạt động ban đêm. Trong thế chiến II, quyền kiểm soát của sân bay chuyển qua quân đội Hoa Kỳ mặc dù dịch vụ dân sự tiếp tục sử dụng sân bay. Sau chiến tranh nó trở thành sân bay dân dụng trong một thời gian ngắn. Năm 1949, một nhà ga hành khách được xây dựng.
Trong cuộc chiến tranh Triều Tiên, sân bay đã được sử dụng quân sự và trong năm 1952, thành phố Charleston và Không quân Hoa Kỳ đã đạt được một thỏa thuận về kiểm soát của các cơ sở và các đường băng-một thỏa thuận được thương thảo lại theo thời gian và vẫn tiếp tục cho đến ngày nay. Năm 1979, phần dân sự của sân bay được chuyển từ thành phố Charleston sang Cơ quan Hàng không quận Charleston, cơ quan vốn đã quản lý hai sân bay khác. Nhà ga hàng không hiện tại nằm ở cuối phía nam của sân bay được xây dựng vào những năm 1980 trên đất mua lại bởi Georgia Pacific.
Tháng 10 năm 2009, Boeing tuyên bố sẽ xây dựng một nhà máy lớn trên 265 mẫu Anh tại sân bay làm một cơ sở lắp ráp cuối cùng thứ hai cho dòng máy bay thương mại Boeing 787 Dreamliner của hãng. Cơ sở đã bắt đầu hạn chế vào tháng 7 năm 2011 và hoàn thành chiếc máy bay đầu tiên tháng 7 năm 2012.
Hãng hàng không Air South đã phục vụ sân bay trong năm 1995 và 1996 trước khi ngừng. Vào năm 2001, Air Canada trong một thời gian ngắn phục vụ tuyến bay Charleston - Toronto nhưng kết thúc dịch vụ ngay lập tức sau các cuộc tấn công ngày 11 tháng 9. AirTran Airways hoạt động ở sân bay này giai đoạn 2007-2009. Trong năm 2011 Southwest Airlines bắt đầu dịch vụ đến Charleston, tăng số hành khách và giảm giá vé cho phần lớn các chuyến bay. Trong tháng 2 năm 2013 hãng JetBlue Airways bắt đầu tuyến bay Charleston - Thành phố New York và Boston.